# Kvarteret Pandora

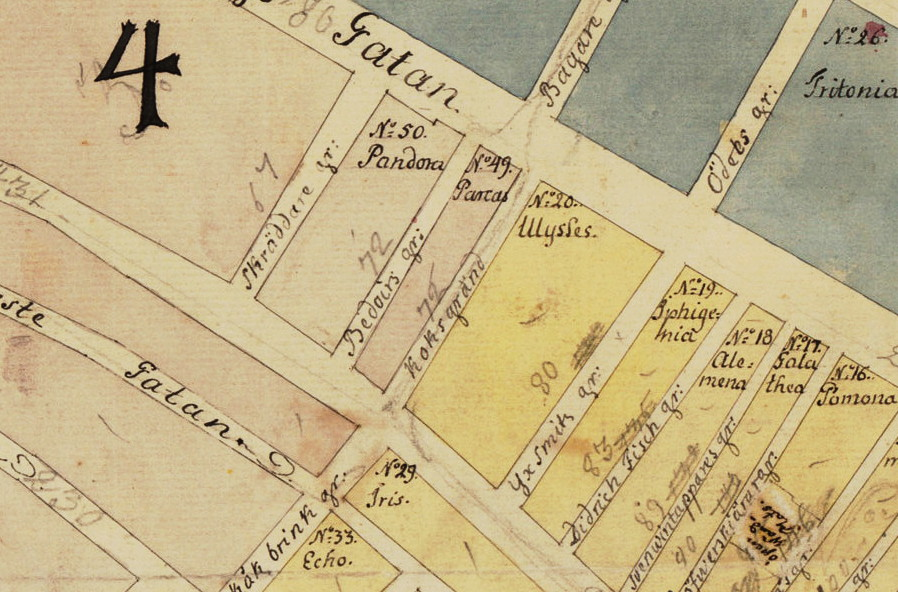
Kvarteret Pandora m.fl. 1733 (norr är nedåt)

Kvarteret Pandora är ett kvarter i Gamla stan, Stockholm. Kvarteret omges av Bedoirsgränd i norr, Västerlånggatan i öster, Skräddargränd i söder och Stora Nygatan i väster. Kvarteret består av två fastigheter: Pandora 2 och 5, varvid nummer 2 motsvarar Stora Nygatan 25 och nummer 5 Västerlånggatan 38.

## Namnet
Nästan samtliga kvartersnamn i Gamla stan tillkom under 1600-talets senare del och är uppkallade efter begrepp (främst gudar) ur den grekiska och romerska mytologin. Pandora var enligt den grekiska mytologin den första kvinnan som sändes av gudarna till jorden med en ask innehållande alla sjukdomar och olyckor, därav även uttrycket Pandoras ask, källan till allt ont.

## Kvarteret

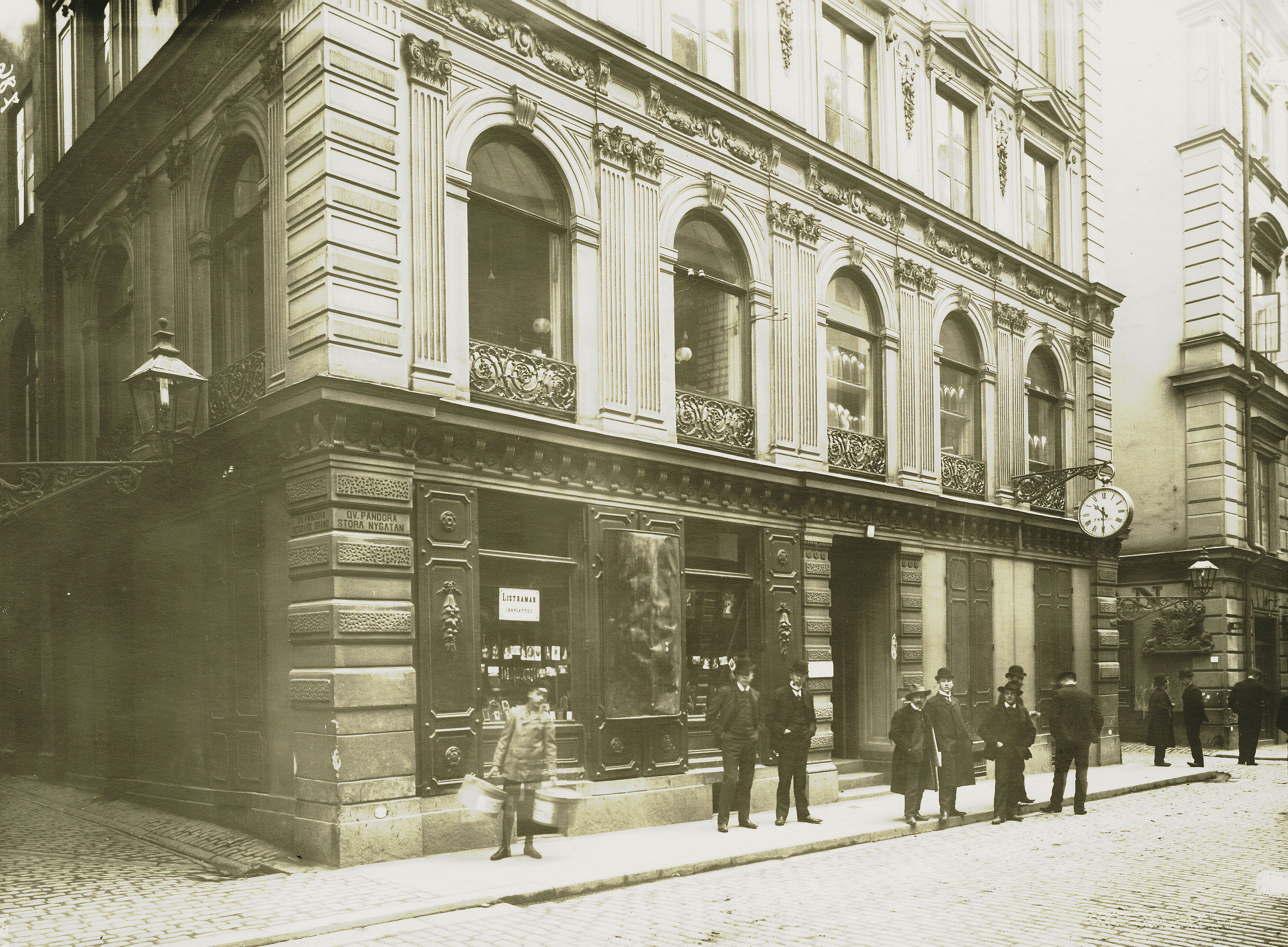
Pandora 2, Stora Nygatan 25, år 1907.

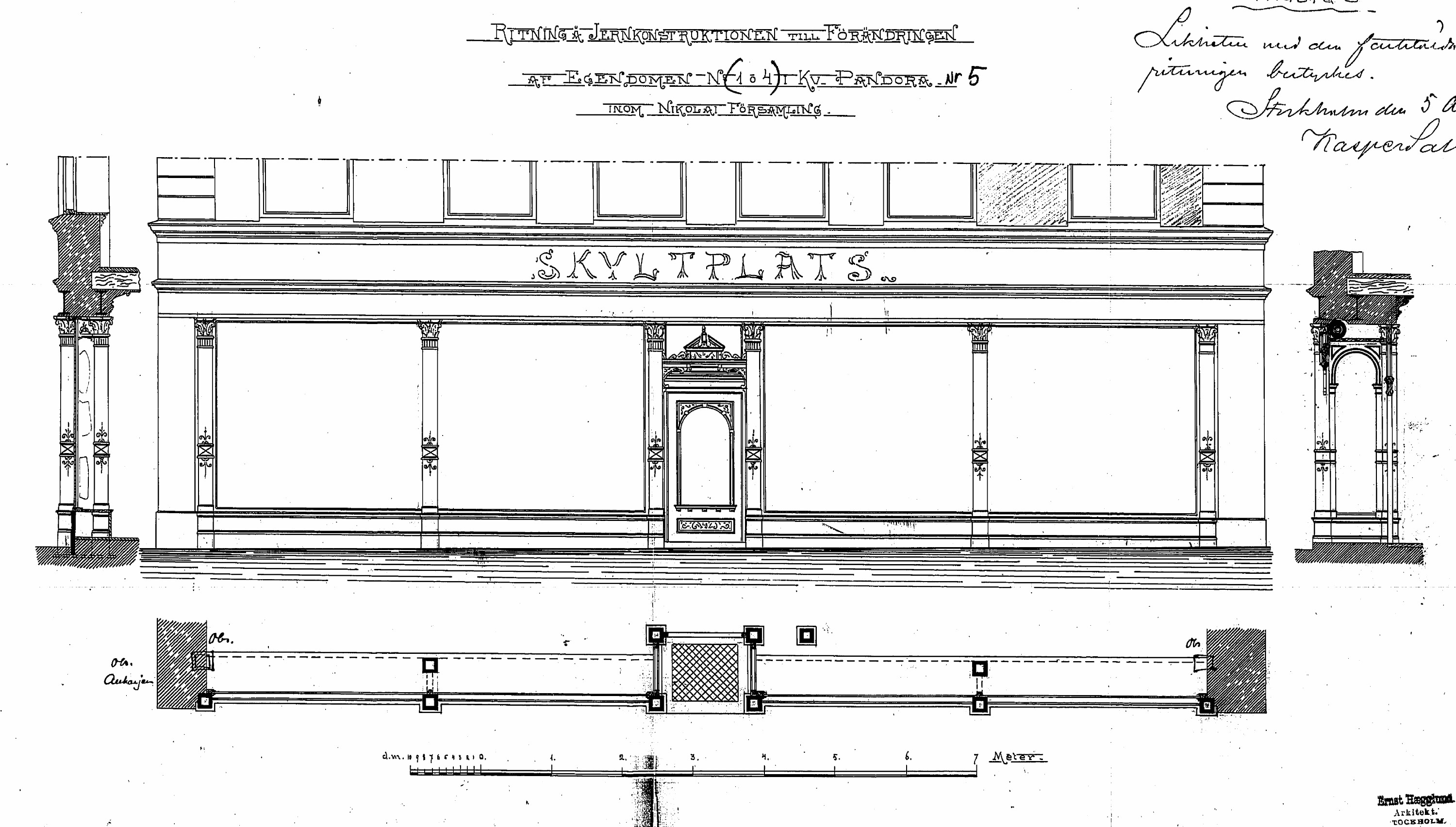
Pandora 5, Västerlånggatan 38. Ritning för nya skyltfönster 1896.

Huset i Pandora 2  (Stora Nygatan 25) uppfördes på 1860-talet och fick då även nuvarande fasadutförandet med bland annat rusticerande hörnkedjor samt rusticerande pilaster som markerar entrén. Mellan bottenvåningen och våning 1 trappa ligger en fris med konsoler och medaljonger. Skyltfönstren kan stängas med träluckor som har fyllningar och reliefer av blomsterdekor. 
Kring sekelskiftet 1900 ägdes fastigheten av ur- och verkstadsfirman Gyllenberg & Rosengren. Företaget var svenskt representant för bland annat amerikanska fonografer och det tyska skivmärket Lyrophon, men störst var de inom partihandel för ur. I bottenvåningen hade urmakaren Per Nilsson Wohlin (1837-1889) sin butik. Från den tiden hänger fortfarande en klocka på fasaden. Uret är utformat som ett stort fickur.
I före detta Pandora 3 (numera 5, Skräddargränd 2), hade Skräddarämbetet sitt hus mellan 1627 och 1842. De hade utskänkningstillstånd och deras krog hade många alternativa namn, bland dem Lilla Druvan, Källaren Druvan, Förgylda Drufvan och Vindrufvan och ibland även Skreddare krogen.
Fastigheten Pandora 5 (Västerlånggatan 38) byggdes år 1740 för boktryckaren Johan Laur. Horrn från Nürnberg. Han var även framgångsrik förläggare och dog 1741. Nuvarande fasaden tillkom 1897 efter ritningar av arkitekt Ernst Haegglund. Även han följde rådande mode och placerade gjutjärnspelare mellan de nya stora öppningarna för skyltfönstren. 
Av totalt 36 gjutjärnsfasader i Gamla stan som ingick i en inventering av Stockholms stadsmuseum finns 25 längs Västerlånggatan, som var fram till början av 1900-talet Stockholms främsta affärsgata. De första gjutjärnskolonner kom till användning 1863 i kvarteret Cephalus och de sista 1904 i kvarteret Ulysses.